# Santa Terezinha do Tocantins
Santa Terezinha do Tocantins est une municipalité brésilienne située dans l'État du Tocantins.